# The Vicar of Wakefield (film 1910)
The Vicar of Wakefield è un cortometraggio muto del 1910. È la prima trasposizione cinematografica ispirata al romanzo Il vicario di Wakefield di Oliver Goldsmith (1730-1774). Non si conosce l'identità del regista, pur se il film per lungo tempo è stato attribuito erroneamente a Theodore Marston.
Fu il secondo film per l'attrice Lucille Young e uno dei primissimi della carriera di William Garwood.

## Produzione
Il film fu prodotto dalla Thanhouser Film Corporation.

## Distribuzione
Distribuito dalla Motion Picture Distributors and Sales Company, il film - un cortometraggio in una bobina - uscì nelle sale cinematografiche statunitensi il 27 dicembre 1910.
Copie della pellicola sono conservate negli archivi dell'EYE Film Instituut Nederland e in quelli della Library of Congress. Il film è stato riversato in DVD, distribuito dalla Thanhouser nel 2006

## Differenti versioni
Il romanzo di Goldsmith venne portato sullo schermo in diverse versioni:
- The Vicar of Wakefield - cortometraggio (1910)
- The Vicar of Wakefield, regia di Frank Powell - cortometraggio (1912)
- The Vicar of Wakefield, regia di Frank Wilson - cortometraggio (1913)
- The Vicar of Wakefield, regia di John Douglas - cortometraggio (1913)
- The Vicar of Wakefield, regia di Fred Paul (1916)
- The Vicar of Wakefield, regia di Ernest C. Warde (1917)